# 고마시오
고마시오(일본어: 胡麻塩)는 볶은 참깨와 소금을 갈아 만든 일본의 배합 향신료이다.

## 같이 보기
- 깨소금